# Nijni Arkhyz
Nijni Arkhyz (en russe : Нижний Архыз, en karatchaï balkar : Ырхыз-Аягъы, Yrkhyz-Ayagy) est un village du raïon de la Zelentchouk de la Karatchaïévo-Tcherkessie, en Russie. Sa population s'élevait à 536 habitants au recensement de 2010.

## Géographie
Le village est situé dans la république de Karatchaïévo-Tcherkessie, un sujet de Ciscaucasie de la Russie. Elle se trouve dans le district fédéral du Caucase du Nord. Elle est l'une des localités du raïon de la Zelentchouk, subdivision de la république. Le village fait partie de l'établissement rural d'Arkhyz, une municipalité qui a comme chef-lieu le village d'Arkhyz.

## Démographie
Recensements (*) et estimations de la population,:
| 2002 * | 2010* | - | - |
| ------ | ----- | - | - |
| 648    | 536   | - | - |

Concernant la répartition ethnique, selon le recensement de 2002, il y avait 86 % de Russes sur les 648 habitants.

## Culture locale et patrimoine
Nijni Arkhyz concentre plusieurs sites archéologiques, vestiges de l'ancien royaume médiéval d'Alanie. En particulier se trouve ici le site archéologique de Nijniï Arkhyz, avec des églises constituaent un ensemble original se rattachant par leur style architectural aux églises byzantines abkhazes.  
Le site a été inclus dans la réserve historique, culturelle et naturelle de Carachai-Circássia par décret du Conseil des ministres de la RSFSR n ° 35, du 28 janvier 1988, et classé objet patrimonial culturel d'importance fédérale en 1960.  